# Aeroportul Quakertown
Aeroportul Quakertown (IATA: UKT, ICAO: KUKT, FAA LID: UKT) este un aeroport din Pennsylvania, Statele Unite ale Americii ce deservește zona Quakertown⁠(d). A fost numit după zona deservită.
Situat la o altitudine de 160 m, aeroportul dispune de 1 pistă.

## Infrastructură

### Piste
Aeroportul dispune de o singură pistă. Pista 11/29 are suprafața de asfalt și dimensiunile 3.210 picioare × 75 picioare. 